# Mile High Stadium
Het Mile High Stadium is een voormalig Americanfootball- en honkbalstadion in Denver.
Het stadion opende zijn deuren in 1948 en had tot 1992 het Minor league baseball-team Denver Zephyrs als thuisbasis. Het Americanfootballteam de Denver Broncos speelde tussen 1960 en 2000 in het stadion en verhuisde daarna naar het Sports Authority Field at Mile High. De honkbalploeg Colorado Rockies speelde in het seizoen 1993-1994 in het stadion voordat ze in 1995 verhuisden naar Coors Field. In 2001 werd Mile High gesloten en een jaar later afgebroken.